# Zoo Palast

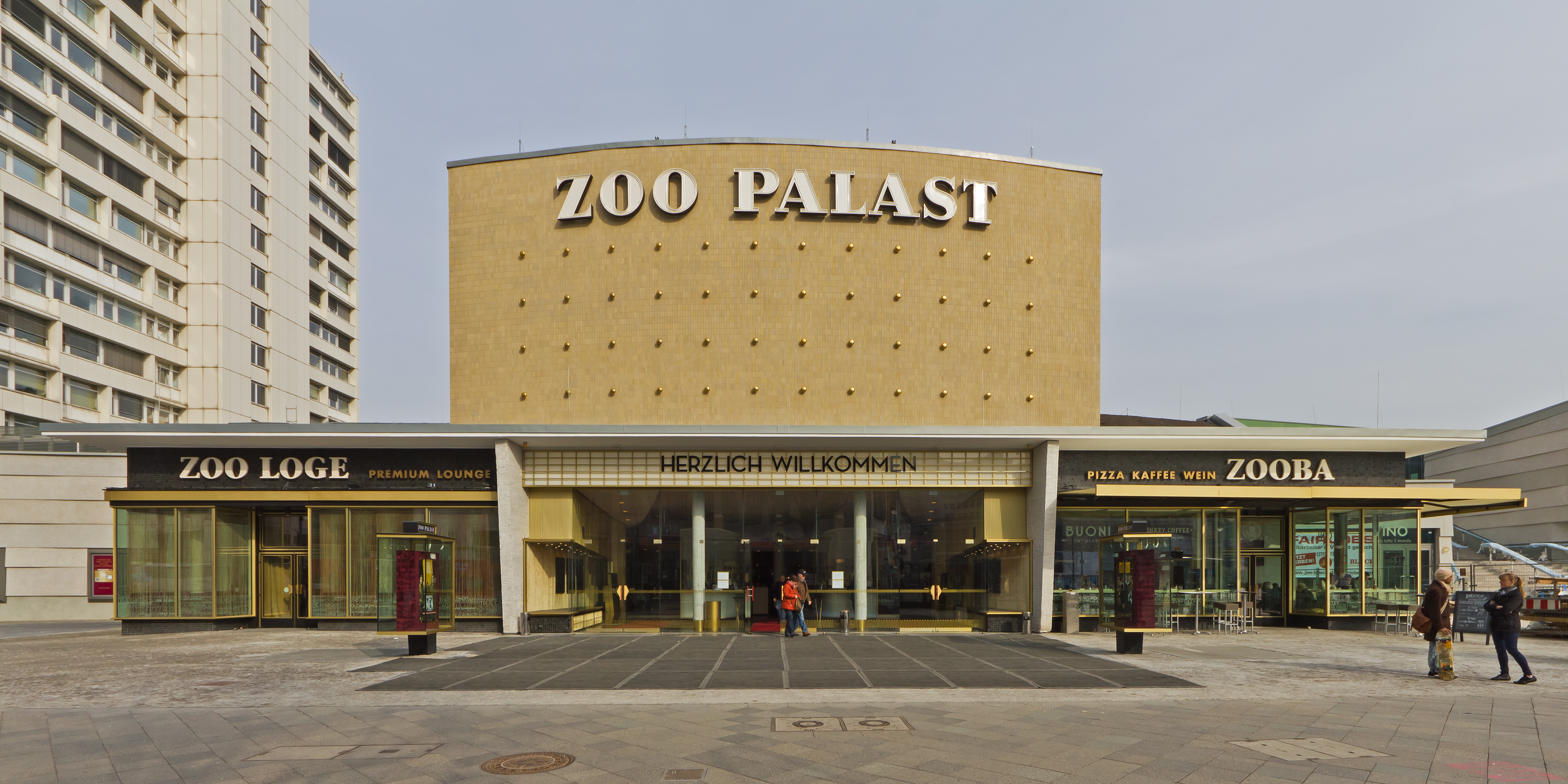
Zoo Palast nach der Erneuerung, 2014

Der Zoo-Palast (Eigenschreibweise: Zoo Palast) ist ein Kino im westlichen Zentrum Berlins in der Hardenbergstraße im Ortsteil Charlottenburg. Das Kino gehört aktuell zur Premium Entertainment GmbH. Der bedeutende, 1957 eröffnete Kinobau im Zentrum am Zoo war bis in die 1990er Jahre das zentrale Wettbewerbskino der Berlinale und eines der Wahrzeichen West-Berlins.

## Geschichte

### Vorgeschichte

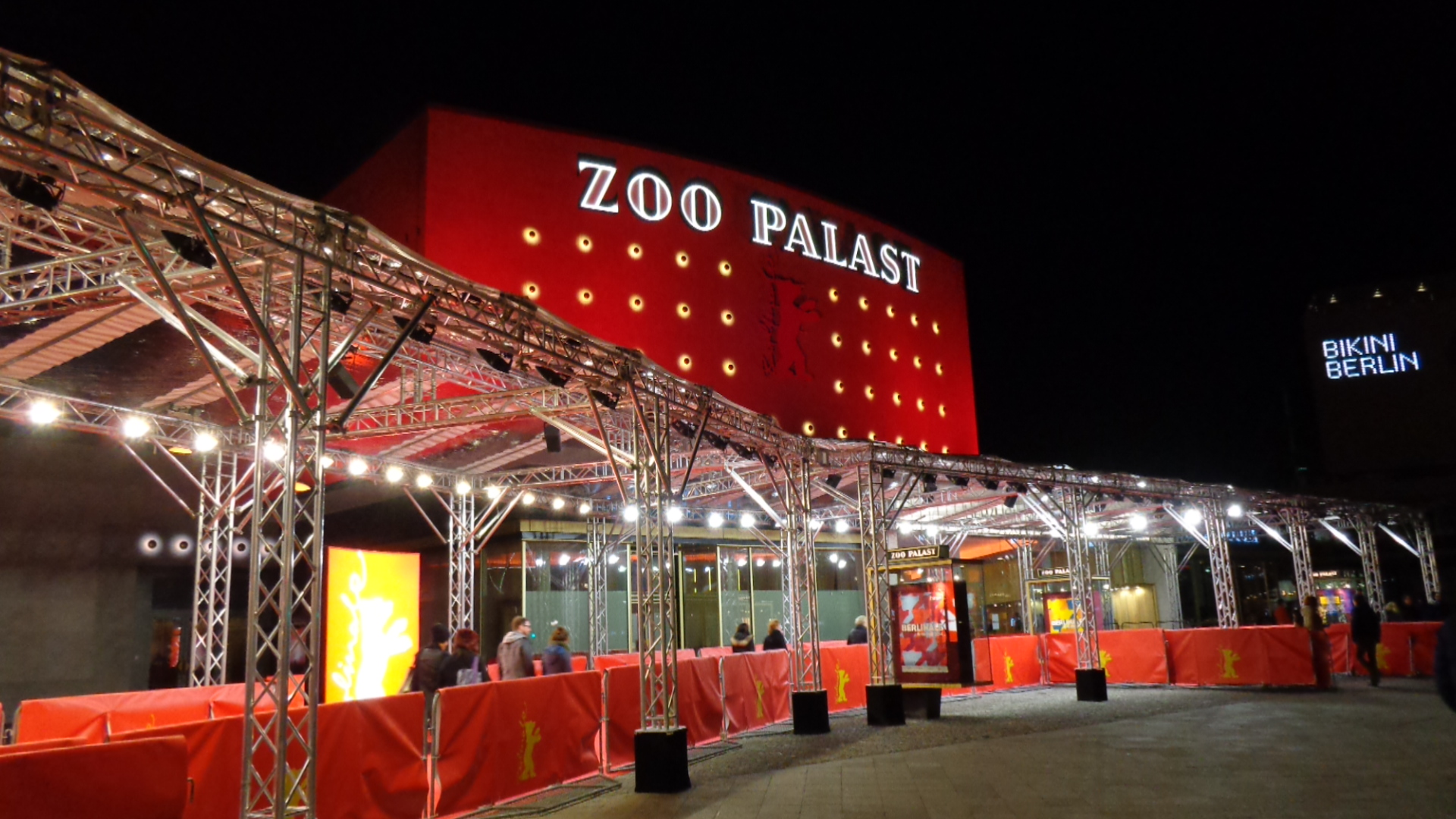
Während der Berlinale 2014

An gleicher Stelle standen zuvor die Ausstellungshallen am Zoo, in denen 1909 das erste Berliner Sechstagerennen ausgetragen wurde. Anschließend wurde dort ein Kino errichtet, in dem bereits 1915 Filme gezeigt wurden und das ursprünglich „Palasttheater am Zoo“ hieß. 1925 wurde das Palasttheater am Zoo von der UFA übernommen und umgebaut. Ein Gros der deutschen Filmwerke erlebte hier seine Uraufführung, z. B. Metropolis im Jahr 1927. Das Kino hatte ein eigenes Orchester, ein Ballett und eine eigene Kinoorgel. In der Zeit des Nationalsozialismus sollte das Palasttheater am Zoo umfassend nach Plänen von Albert Speer umgebaut werden; allerdings fanden diese Umbauten nie statt. Im Zweiten Weltkrieg wurde das Palasttheater am Zoo bei einem Luftangriff im Jahr 1943 fast vollständig zerstört und 1955 endgültig abgerissen.

### Nachkriegszeit
Der heutige Zoo Palast wurde 1956/1957 nach Plänen der Architekten Gerhard Fritsche als Teil des Zentrums am Zoo erbaut und am 28. Mai 1957 eröffnet. Die städtebauliche Anlage wurde gemeinsam mit Paul Schwebes und Hans Schoszberger entworfen. Ursprünglich verfügte der Zoo Palast über nur zwei Säle (Halle I mit 1070 Plätzen und Halle II mit 550 Plätzen – heute Kino 4). Durch zahlreiche Umbauten und Erweiterungen in den 1970er und 1980er Jahren wurde der Zoo Palast auf zuletzt neun Säle mit insgesamt 2758 Plätzen ausgebaut. Die beiden erstgenannten Säle blieben dabei in ihrer Platzkapazität erhalten. Das markanteste Merkmal des Zoo Palastes ist die leicht nach außen gewölbte, mit hellgelben Keramikplatten verkleidete Fassade, an der stets großflächige Werbung der laufenden Filme angebracht war, die eigens für diesen Zweck per Hand gemalt wurde. Das Gebäude steht heute unter Denkmalschutz. Von 1957 bis 1999 war der Zoo Palast das zentrale Wettbewerbskino der Berlinale. Danach fanden im Zoo Palast nur noch gelegentlich Premieren statt.

### Jüngere Geschichte
Von Beginn an (1957) bis Anfang der 1990er Jahre wurde das Kino von Max Knapp betrieben, danach kurze Zeit von Hans-Joachim Flebbe. Von 1994 bis zum 29. Dezember 2010 gehörte der Zoo Palast zur UCI. 2004 wurde Kino 1 mit einem digitalen Filmprojektor ausgestattet, der Kinosaal verfügt allerdings noch immer (Stand: 2017) zusätzlich über die technische Ausstattung, neben digitaler 4K-Projektion (optional in 3D) auch 35- und 70-mm-Film vorzuführen.

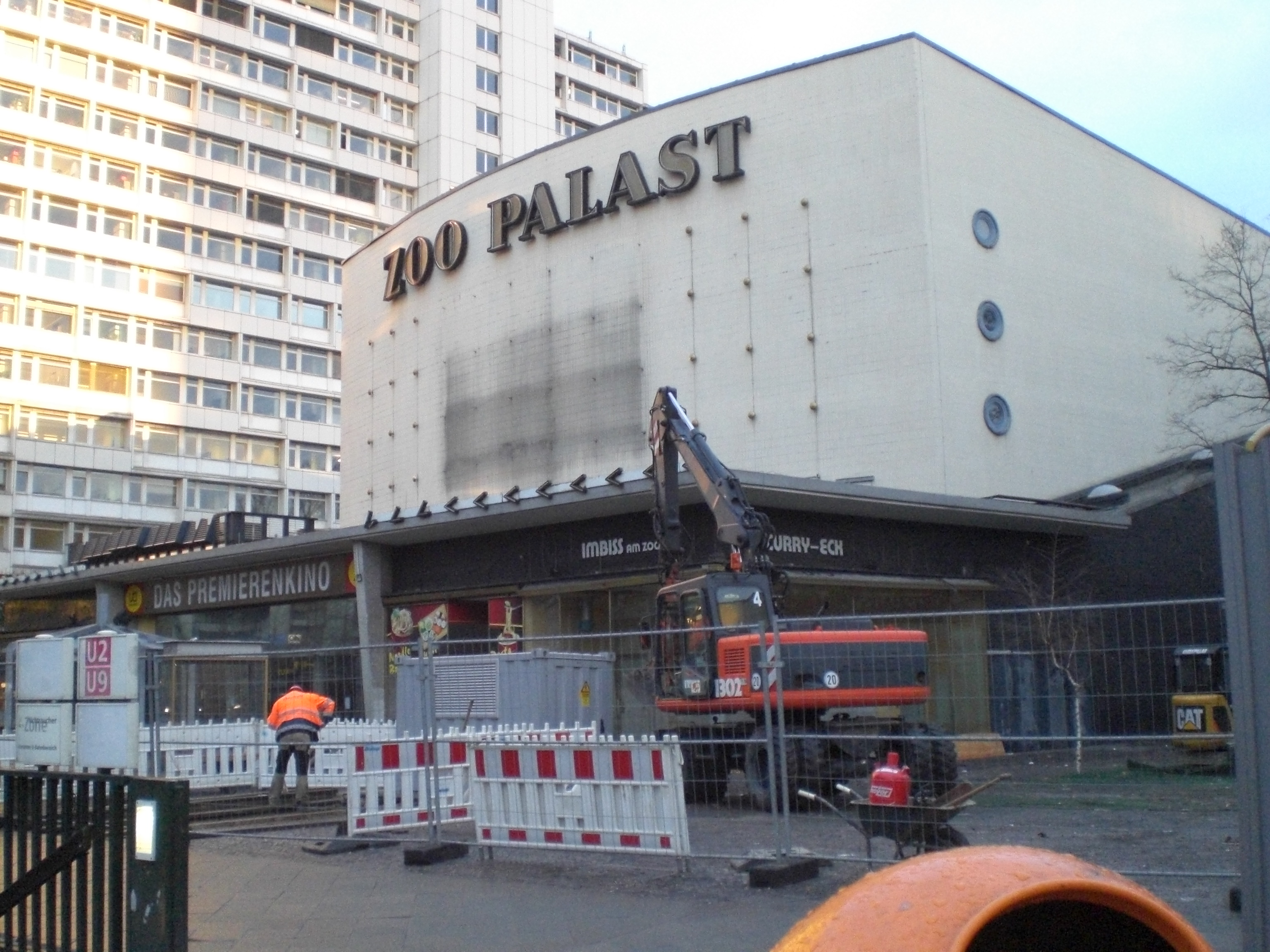
Umbauarbeiten, 2011

Mit Ablauf des 29. Dezember 2010 schloss der traditionsreiche Zoo Palast Berlin seine Pforten. Presseberichten zufolge lief der Mietvertrag mit dem Eigentümer des Geländes aus. Das Gebäude wurde einer grundlegenden Sanierung unterzogen. Dabei erfolgten die Renovierung der beiden denkmalgeschützten Säle im Erd- und Obergeschoss und der Neubau von fünf weiteren Sälen. Der Zoo Palast wurde in dieser Form am 27. November 2013 neu eröffnet und verfügt nunmehr über eine Kapazität von rund 1700 Sitzplätzen. Seit 2014 dient er auch wieder als Austragungsort der Berlinale. Erneuter Betreiber ist der frühere CinemaxX-Gründer Hans-Joachim Flebbe.